# Сибирский Синдикат
Сибирский Синдикат — русская рэп-группа из Омска, образованная в 2004 году из коллективов «Мятеж» (D-Man 55 (Дмитрий Грабовецкий), Тамагочи (Руслан Брущенко), Аdvokat (Павел Игнатченко)) и «NagaWanAs» (Слям он же ШZA (Вячеслав Слямский) и Бezoбrazer он же БZA (Ростислав Рудзит)). Инициатором и лидером проекта является D-Man 55. На данный момент группа прекратила своё существование.

## Название
Сибирский — так как живём в Сибири, а Синдикат — это группа лиц, объединенная для достижения общей цели со свободным правом выхода.D-Man 55

## История
Коллектив «Мятеж» образовался в 2002 году, в состав которого входили D-Man 55 и Тамагочи, позже присоединился Advokaт. Первоначальное название группы было «Саботаж», но так как это было заезженное американское слово, они решили что слово «Мятеж» подходит больше, так как лучше отражает стиль группы.
В 2005 году «Сибирский Синдикат» выпускает дебютный и единственный альбом «Не в бровь, а в нос!» при участии групп Многоточие и Иезекииль 25:17, а в 2006 — его переиздаёт. В проекте также приняли участие Сергей "Kub" Кубрак, El Bonzo Seco и Сергей "Мелкий" Беспалов.
До 2010 года входила в объединение лейбла «Засада Production», Андрея Бледного из группы «25/17». Группа также издавалась на сборниках Dots Family Records — «Хип-Хоп Квартал» и «Рэп Опыты».

## Дискография
- 2005 — «Не в бровь, а в нос!»
- 2006 — «Не в бровь, а в нос!» (Переиздание)
- 2010 — «Архив 2007—2010 гг.»

### Сольные работы участников
- 2008 — D-Man 55 и DJ Navvy — «Соблюдай спокойствие»
- 2008 — D-Man 55 — «7.62 Б-30»
- 2010 — D-Man 55 — «Герои каждый день»
- 2011 — D-Man 55 и Грот — «В завтра»
- 2011 — D-Man 55 — «Облака»
- 2012 — D-Man 55 — «Парить над системой»
- 2013 - D-Man 55 & DJ Pats - Белый Иртыш
- 2013 — D-Man 55 — «Коллективное сверхсознательное»
- 2014 — D-Man 55 — «П-П»

## Видеоклипы
- 2005 — «Останови меня»

## Награды
- Группа «Мятеж» заняла первое место на западно-сибирском региональном независимом фестивале хип-хоп культуры «Засада-2004».